# Hyèvre-Paroisse

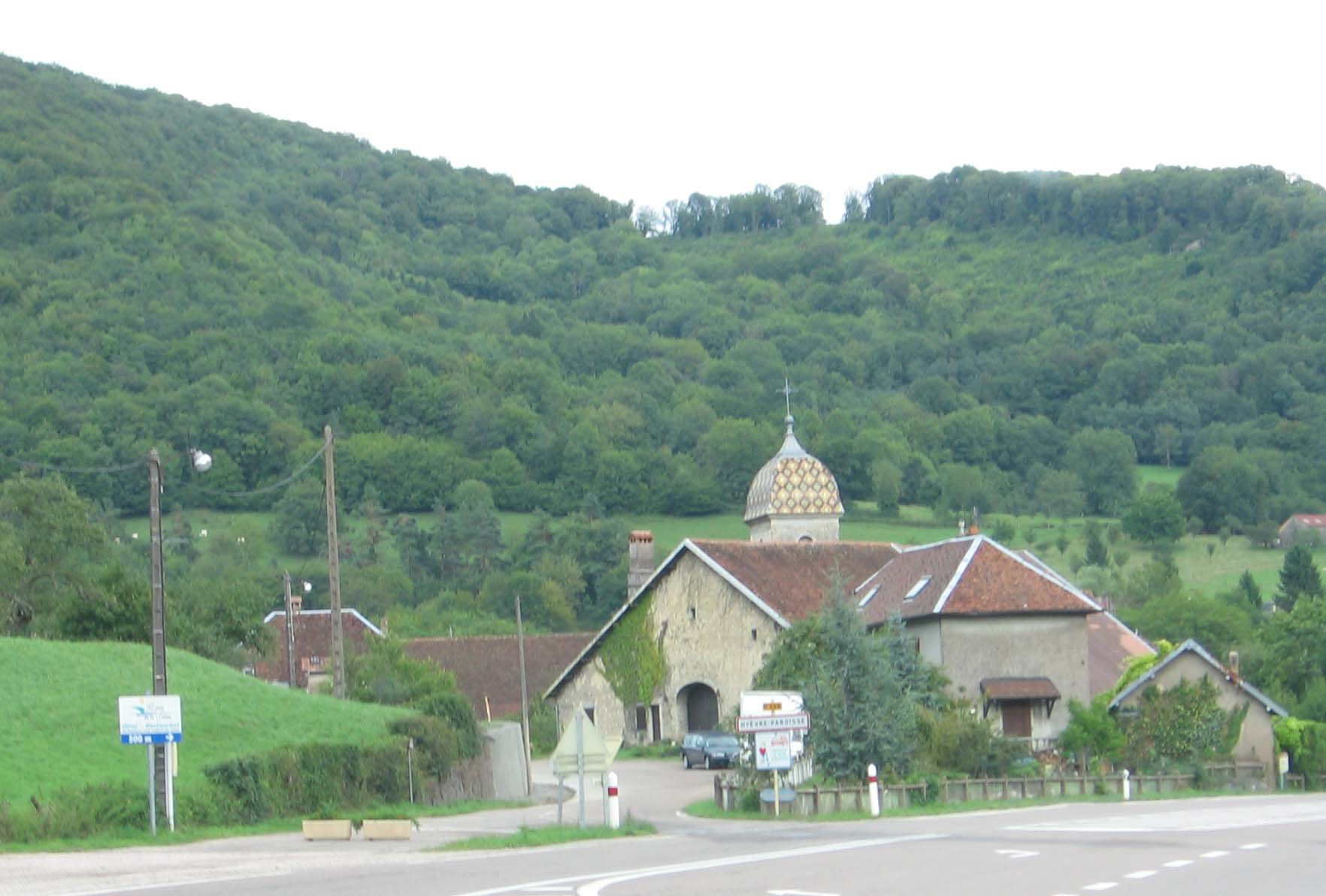
Hyèvre-Paroisse

Hyèvre-Paroisse – miejscowość i gmina we Francji, w regionie Burgundia-Franche-Comté, w departamencie Doubs.
Według danych na rok 2006 gminę zamieszkiwały 192 osoby, a gęstość zaludnienia wynosiła 22 osób/km². Wśród 1786 gmin Franche-Comté Hyèvre-Paroisse plasuje się na 514 miejscu pod względem powierzchni.